# Teo (bedrijf)
Taminiau Elst Overbetuwe (TEO) was een jamfabriek in Elst en een van de grootste jamfabrieken van de Betuwe. Het bedrijf heeft als zodanig bestaan van 1901-1958, toen het werd overgenomen door Heinz. Tegenwoordig wordt er tomatenketchup vervaardigd.

## Geschiedenis
De oprichter van de fabriek, Jan Taminiau, was de zoon van een apotheker te Zutphen. In die tijd was bessensap een product dat in apotheken werd verkocht en Jan had belangstelling voor de conservenindustrie en wilde fabrikant worden. Dit leidde ertoe dat hij in 1898 startte met de Nederlandsche Stoomfabriek van vruchtensappen, vruchtenwijnen, limonadesirropen en essences, aetherische oliën, giftvrije kleurstoffen enz. J. Taminiau. Deze uitvoerige naam had betrekking op een piepklein fabriekje, nauwelijks groter dan een keuken, in het pand naast de apotheek. Vervolgens ging Jan enige tijd naar Homburg, waar hij bij een kennis van zijn vader, Georg Maus, in de leer ging. Uiteindelijk richtte hij in 1901 een fabriek op te Elst, waar vloeibare vruchtenconserven en essences werden vervaardigd. Dit werd TEO. Zijn technische kennis kwam mede voort uit bedrijfsspionage bij de Kenau-fabriek van Cornelis Sipkes te Haarlem. Het bedrijf groeide voorspoedig midden in het fruitland. In 1937 wordt TEO zelfstandig onderdeel van de Centrale Suiker Maatschappij. Vervolgens neemt Taminiau in 1939 de productie van Stokhuijzen's Vruchtensap- en Jamfabriek nv te Alphen aan den Rijn (plaats) over.
Na de bevrijding ging het spoedig weer vooruit, bij het 50jarig bedrijfsjubileum in 1948 telde TEO 350 vast arbeiders en in het oogstseizoen een 900. In late navolging van concurrenten als De Betuwe met reclame met Flipje, bracht Teo vanaf 1951 plaatjesalbums over vogels uit.

## Heinz
In 1958 nam Heinz TEO over van de Centrale Suiker Maatschappij; de productie en verkoop van dit concern voor de Benelux als verder West-Europa werd naar de locatie te Elst overgebracht. De contacten tussen beide bedrijven dateren uit 1956, toen TEO in moeilijkheden verkeerde. Onder Heinz vond uitbreiding van de productie plaats. Bij een reorganisatie in 1971 verdwenen echter 20 van de 372 arbeidsplaatsen. Later nam Heinz meer Nederlandse bedrijven over en vestigde het verkoopkantoor in Zeist, maar de productie van tomatenketchup en sauzen bleef in Elst. Ze worden naar geheel Europa geëxporteerd. In 2008 had het bedrijf 500 medewerkers.